# Tingey-Nunatakker
Die Tingey-Nunatakker sind je nach Sichtweise drei kleine Nunatakker oder ein Nunatak mit drei Vorsprüngen im ostantarktischen Enderbyland. Sie ragen 35 km westlich der Knuckey Peaks auf.
Das Antarctic Names Committee of Australia benannte sie nach dem Geologen Robert J. Tingey (1940–2017), der die Nunatakker bei einer von 1976 bis 1977 durchgeführten Kampagne der Australian National Antarctic Research Expeditions besucht hatte.